# 9062 Ohnishi
9062 Ohnishi eller 1992 WO5 är en asteroid i huvudbältet som upptäcktes den 27 november 1992 av den japanska astronomen Tsutomu Seki vid Geisei-observatoriet. Den är uppkallad efter Michikazu Ohnishi.